# Gavin Morrison
Gavin Morrison (3 januari 1990) is een Schotse voetballer (middenvelder) die sinds 2009 voor de Schotse eersteklasser Inverness CT uitkomt. Hij maakte zijn debuut op 22 augustus 2009.